# Listă de conducători de stat din 1426
1422 - 1423 - 1424 - 1425 - 1426 - 1427 - 1428 - 1429 - 1430
Aceasta este o listă a conducătorilor de stat din anul 1426:

## Europa
- Ahaia: Centurione Zaccaria (uzurpator, 1404-1429/1432)
- Anglia: Henric al VI-lea (rege din dinastia Lancaster, 1422-1461, 1470-1471)
- Anjou: Ludovic al III-lea (duce, 1417-1434; ulterior, rege titular al Neapolelui, 1419-1434)
- Aragon: Alfonso al V-lea Magnanimul (rege din dinastia de Castilia, 1416-1458; totodată, rege al Siciliei, 1416-1458; ulterior, rege al Neapolelui, 1442-1458)
- Austria Anterioară și Tirol: Frederic al IV-lea (duce din dinastia de Habsburg, ramura veche, 1406-1439)
- Austria Interioară: Frederic al V-lea (duce din dinastia de Habsburg, ramura tânără, 1424-1493; ulterior, duce în Austria Superioară și Austria Inferioară, 1439-1493; ulterior, rege al Germaniei, 1440-1493; ulterior, împărat occidental, 1452-1493)
- Austria Superioară și Austria Inferioară: Albert al V-lea (duce din dinastia de Habsburg, ramura Albertină, 1404-1439; ulterior, duce de Luxemburg, 1437-1439; ulterior, rege al Ungariei, 1437-1439; ulterior, rege al Cehiei, 1437-1439; ulterior, rege al Germaniei, 1438-1439)
- Bavaria-Ingolstadt: Ludovic al VII-lea (duce din dinastia de Wittelsbach, 1413-1443)
- Bavaria-Landshut: Henric al IV-lea (duce din dinastia de Wittelsbach, 1393-1450; ulterior, duce de Bavaria-Ingolstadt, 1445-1450)
- Bavaria-Munchen: Ernst (duce din dinastia de Wittelsbach, 1397-1438) și Wilhelm al III-lea (duce din dinastia de Wittelsbach, 1397-1435)
- Bizanț: Ioan al VIII-lea (împărat din dinastia Paleologilor, 1425-1448)
- Bosnia: Ștefan Tvrtko al II-lea Tvrtkovic (rege din dinastia Kotromanic, 1404-1409, 1421-1443)
- Bosnia-Herțegovina, statul Zahumija: Sandalj Hranic (duce din dinastia Kosaca, 1392-1435)
- Brabant: Ioan al IV-lea (duce din casa de Burgundia, 1415-1427; ulterior, conte de Hainaut, 1418-1427)
- Brandenburg: Frederic (burgraf din dinastia de Hohenzollern, 1415-1426; principe elector din 1417) și Johann Alchimistul (principe elector din dinastia de Hohenzollern, 1426-1440)
- Bretagne: Ioan al V-lea cel Viteaz (duce, 1399-1442)
- Burgundia: Filip al III-lea cel Bun (duce din casa de Valois, 1419-1467; ulterior, conte de Hainaut, 1425-1427; ulterior, 1442/1443-1467, duce de Luxemburg)
- Castilia: Ioan al II-lea (rege din dinastia de Trastamara, 1406-1454)
- Cipru: Janus (rege din dinastia de Antiohia-Lusignan, 1398-1432)
- Danemarca: Erik al VII-lea de Pomerania (rege, 1412-1439; totodată, rege al Norvegiei, 1389/1412-1442; totodată, rege al Suediei, 1412-1434/1439)
- Ferrara: Niccolo al III-lea (senior din casa d'Este, 1393-1441)
- Franța: Carol al VII-lea (rege din dinastia de Valois, 1422-1461)
- Germania: Sigismund (rege din dinastia de Luxemburg, 1410-1437; anterior, principe elector de Brandenburg, 1378-1397, 1411-1417; anterior, rege al Ungariei, 1387-1437; ulterior, duce de Luxemburg, 1419-1437; ulterior, rege al Cehiei, 1419-1421, 1436-1437; ulterior, împărat occidental, 1433-1437)
- Gruzia: Alexandru I cel Mare (rege din dinastia Bagratizilor, 1412-1442)
- Hainaut: Ioan al IV-lea (conte din casa de Burgundia, 1418-1427; totodată, duce de Brabant, 1415-1427) și Filip cel Bun (conte din casa de Burgundia, 1425-1427; totodată, duce de Burgundia, 1419-1467; ulterior, duce de Luxemburg, 1442/1443-1467)
- Hoarda de Aur: Barak (Borak) (han, 1422-1427)
- Imperiul otoman: Murad al II-lea (sultan din dinastia Osmană, 1421-1444, 1446-1451)
- Lituania: Vytautas (mare duce, 1401-1430)
- Lorena Superioară: Carol al II-lea (duce din casa de Lorena-Alsacia, 1399-1431)
- Luxemburg: Elisabeta de Gorlitz (ducesă, 1412-1451) și Sigismund de Luxemburg (duce ereditar, 1419-1437; anterior, principe elector de brandenburg, 1378-1397, 1411-1417; totodată, rege al Ungariei, 1387-1437; totodată, rege al Germaniei, 1410-1437; totodată, rege al Cehiei, 1419-1421, 1436-1437; ulterior, împărat occidental, 1433-1437)
- Mantova: Gian Francesco (conte din casa Gonzaga, 1407-1444; marchiz, din 1433)
- Milano: Filippo Maria (duce din familia Visconti, 1412-1447)
- Moldova: Alexandru cel Bun (domnitor, 1400-1432)
- Monaco: Ambrogio (senior din casa Grimaldi, 1419-1427), Antonio (senior din casa Grimaldi, 1419-1427) și Giovanni I (seniori din casa Grimaldi, 1419-1428)
- Montferrat: Giangiacomo (marchiz din dinastia Palelologilor, 1418-1445)
- Moscova: Vasili al II-lea Vasilievici Tomnâi (mare cneaz, 1425-1433, 1434-1446, 1447-1462)
- Muntenegru: Ștefan I (principe din dinastia Crnojevic, 1426-1465)
- Nasrizii: Muhammad al IX-lea as-Saghir ibn Nasr ibn Muhammad (V) (emir din dinastia Nasrizilor, 1419-1427, 1430-1432, 1432-1445, 1447-1453 sau 1454)
- Navarra: Blanca I (regină din dinastia de Evreux, 1425-1441) și Ioan I (rege din dinastia de Castilia, 1425-1479; ulterior, rege al Aragonului, 1458-1479; ulterior, rege al Siciliei, 1458-1479)
- Neapole: Ioana a II-a (regină din dinastia de Anjou, ramura de Durazzo, 1414-1435) și Ludovic al III-lea (rege titular din dinastia de Valois-Provence, 1419-1434; totodată, duce de Anjou, 1417-1434)
- Norvegia: Erik al III-lea de Pomerania (rege, 1389/1412-1442; ulterior, rege al Danemarcei, 1412-1439; ulterior, rege al Suediei, 1412-1434/1439)
- Ordinul teutonic: Paulus von Russdorf (mare maestru, 1422-1441)
- Polonia: Vladislav al II-lea (rege din dinastia Jagiello, 1386-1434; totodată, mare duce de Lituania, 1377-1381, 1382-1401)
- Portugalia: Joao I (rege din dinastia de Aviz, 1385-1433)
- Reazan: Fedor al II-lea Olegovici (mare cneaz, 1402-între 1423 și 1427) și Ivan al IV-lea Fedorovici (mare cneaz, între 1423 și 1427-1456)
- Savoia: Amedeo al VIII-lea cel Blând (conte, 1391-1434/1440; duce, din 1416; ulterior, antipapă, 1439/1440-1449)
- Saxonia: Frederic al IV-lea cel Viteaz (margraf din dinastia de Wettin, 1407-1428; principe elector, din 1423)
- Scoția: Iacob I (rege din dinastia Stuart, 1406-1437)
- Serbia (Kosovo și Metohija): Gheorghe Brancovic (conducător din dinastia Brancovic, 1397-1427; ulterior, cneaz și despot în Serbia de nord, 1427-1456)
- Serbia de nord: Ștefan Lazarevic (cneaz, 1389-1427; despot, din 1402)
- Sicilia: Alfonso I Magnanimul (rege din dinastia de Castilia, 1416-1458; totodată, rege al Aragonului, 1416-1458; ulterior, rege al Neapolelui, 1442-1458)
- Spoleto: Guidantonio I de Montefeltro (duce, 1419-1443)
- Statul papal: Martin al V-lea (papă, 1417-1431) și Clement al VIII-lea (antipapă, 1423-1429)
- Statul papal (Avignon): Benedict al XIV-lea (antipapă, 1425-1430)
- Suedia: Erik de Pomerania (rege, 1412-1434/1439; totodată, rege al Norvegiei, 1389/1412-1442; totodată, rege al Danemarcei, 1412-1439)
- Transilvania: Nicolae Csaki (voievod, 1401-1403, 1415-1426) și Ladislau Csaki (voievod, 1426-1437)
- Tver: Boris Aleksandrovici (mare cneaz, 1425-1461)
- Țara Românească: Radu al II-lea Prasnaglava (domnitor, 1421, 1423, 1424-1426, 1427) și Dan al II-lea (domnitor, 1420-1421, 1421-1423, 1423-1424, 1426-1427, 1427-1431)
- Ungaria: Sigismund (rege din dinastia de Luxemburg, 1387-1437; anterior, principe elector de Brandenburg, 1378-1397, 1411-1417; ulterior, rege al Germaniei, 1410-1437; ulterior, duce de Luxemburg, 1419-1437; ulterior, rege al Cehiei, 1419-1421, 1436-1437; ulterior, împărat occidental, 1433-1437)
- Veneția: Francesco Foscari (doge, 1423-1457)

## Africa
- Benin: Orobiru (obba, ?-?) (?) și Uwaifiokun (obba, ?-?) (?)
- Buganda: Kiggala (kabaka, 1404-1434)
- Califatul abbasid (Egipt): Abu'l Fath Daud al-Mutadid al II-lea ibn al-Mutauakkil (calif din dinastia Abbasizilor, 1414-1441)
- Ethiopia: Yetșak (Gabra Maskal) (împărat, 1414-1429)
- Hafsizii: Abu Faris Abd al-Aziz al-Mutauakkil ibn Ahmad (II) (calif din dinastia Hafsizilor, 1394-1434)
- Kanem-Bornu: Abdullah al III-lea Dakumuni (sultan, cca. 1424-cca. 1432)
- Mamelucii: al-Așraf Saif ad-Din Barsbai (sultan din dinastia Burdjizilor, 1422-1438)
- Munhumutapa: Nyatsimba Mutota (rege din dinastia Munhumutapa, cca. 1420-cca. 1450)
- Rwanda: Ndoba (rege, cca. 1410-cca. 1434)
- Songhay: Muhammad Fari (rege din dinastia Sonni, ?-?) (?) și Karbifo (rege din dinastia Sonni, ?-?) (?)

## Asia

### Orientul Apropiat
- Ak Koyunlu: Kara Ioluk Usman ibn Kutlu ibn Tur Ali (conducător, 1378-1435)
- Ayyubizii din Hisn Kaifa și Amid: al-Malik as-Așraf Șaraf ad-Din Ahmad ibn Sulaiman (sultan din dinastia Ayyubizilor, ?-1433) (?)
- Bizanț, Imperiul de Trapezunt: Alexios al IV-lea (împărat din dinastia Marilor Comneni, 1412-1429)
- Cipru: Janus (rege din dinastia de Antiohia-Lusignan, 1398-1432)
- Djalairizii: Hussain al II-lea ibn Ala ad-Daula (sultan din dinastia Djalairizilor, 1424-1432)
- Imperiul otoman: Murad al II-lea (sultan din dinastia Osmană, 1421-1444, 1446-1451)
- Kara Koyunlu: Iskandar ibn Kara Iusuf (emir, 1420-1438)
- Mamelucii: al-Așraf Saif ad-Din Barsbai (sultan din dinastia Burdjizilor, 1422-1438)
- Timurizii: Șah Ruh ibn Timur (emir din dinastia Timurizilor, 1405-1447)

### Orientul Îndepărtat
- Bengal: Djalal ad-Din Muhammad ibn Raja Ganeșa (sultan din casa lui Raja Ganeșa, 1414/1415-1431/1432)
- Birmania, statul Ava: Thihathu (rege, 1422-1426), Minhlange (rege, 1426) și Kalekyetaungnyo (rege, 1426-1427)
- Birmania, statul Mon: Binnya Dammayaza (rege, 1423-1426) și Binnya Ran I (rege, 1426-1446)
- Brunei: Ahmad (sultan, cca. 1415-?) și Șarif Ali Bilfakih (sultan, ?-?) (?)
- Cambodgea, statul Tjampa: Jaya Sinhavarman al V-lea (rege din cea de a treisprezecea dinastie, 1400-1441)
- China: Xuanzong (Zhu Zhanji) (împărat din dinastia Ming, 1426-1435)
- Coreea, statul Choson: Sejong (Yi To) (rege din dinastia Yi, 1419-1450)
- Hoarda de Aur: Barak (Borak) (han, 1422-1427)
- India, Bahmanizii: Șihab ad-Din Ahmad I ibn Daud (II) (sultan, 1422-1436)
- India, statul Delhi: Muizz ad-Din Mubarak Șah al II-lea ibn Hidr (sultan din dinastia Saidizilor, 1421-1434)
- India, statul Gujarat: Ahmad Șah I ibn Tatar ibn Zafar (sultan, 1410/1411-1442)
- India, statul Handeș: Nasr Han ibn Ahmad (sultan din dinastia Farukizilor, 1399-1437)
- India, statul Vijayanagar: Vijaya I (conducător din dinastia Sangama, 1422-1430) și Devaraya al II-lea (conducător din dinastia Sangama, 1422-1446)
- Japonia: Șoko (împărat, 1412-1428)
- Kashmir: Zain al-Abidin Șahi-han ibn Sikandar (sultan din casa lui Șah Mir, 1420-1470)
- Laos, statul Lan Xang: Thao Lan Kham Deng (rege, 1416-1428)
- Statul Madjapahit: Vikramavardhana (rege, 1389-1429)
- Malacca: Muhammad Șah (Sri Maharaja) (sultan, 1424-1444)
- Mongolii: Aday Hagan (uzurpator, 1422-1434/1438)
- Nepal: Jayajyotirmalla (rege din dinastia Malla, 1408-1428)
- Sri Lanka, statul Jaffna: Gunavira Pararajasekaran al V-lea (rege, 1410-1440)
- Sri Lanka, statul Kotte: Parakkamabahu al VI-lea (Apa) (rege, 1414-1466)
- Thailanda, statul Ayutthaya: Boromaraja al II-lea (rege, 1424-1448)
- Thailanda, statul Sukhotai: Thammaraja al IV-lea (rege, 1419-1438)
- Tibet: mKhas-grub-rje (panchen lama, 1385-1438)
- Tibet: dGe-'dun Grub-pa (dalai lama, 1417/1419-1474/1476)
- Timurizii: Șah Ruh ibn Timur (emir din dinastia Timurizilor, 1405-1447)

## America
- Aztecii: Chimalpopoca (conducător, 1414-1428)